# Carrot River (vattendrag)
Carrot River är ett vattendrag i Kanada.   Det ligger i provinserna Saskatchewan och Manitoba, i den centrala delen av landet, 2 100 km väster om huvudstaden Ottawa.
Trakten runt Carrot River består till största delen av jordbruksmark. Runt Carrot River är det mycket glesbefolkat, med 2 invånare per kvadratkilometer.